# NGC 2659
NGC 2659 في الفهرس العام الجديد، هو عنقود نجمي، يقع في كوكبة الشراع. اكتشف في 3 فبراير 1835 . بواسطة جون هيرشل .

## روابط خارجية
- NGC 2659 على موقع ويكي سكاي: DSS2, SDSS, GALEX, IRAS, Hydrogen α, X-Ray, Astrophoto, Sky Map, Articles and images